# PopArb
El popArb fou un festival de la música pop independent que es fa a Catalunya. El certamen, que tenia com a finalitat aconseguir reunir les últimes novetats del panorama musical català, tenia lloc en diferents espais de la vila d'Arbúcies (La Selva) i era organitzat per l'ajuntament del poble. La seva primera edició fou el 2005 i se'n feren onze edicions fins al 2015. El músic Marc Lloret va ser un dels codirectors del festival.

## Història
1. La primera edició del festival popArb es va fer els dies 22 i 23 de juny de 2005, organitzada per l'Ajuntament per tal d'omplir el buit que deixava l'Acampada Jove, que s'havia celebrat durant nou anys a la mateixa ciutat d'Arbúcies i aquell any canviava d'emplaçament per anar-se'n a Sant Celoni (Vallès Oriental). El cartell d'aquesta primera edició fou el següent: 12Twelve, An der Beat, Anímic, Antònia Font, Astrud, Carburos, Dj 2D2, Dj Lapelldeldiable, Erm, Glissando, Guillamino, Miqui Puig, Mishima, Nevera, Refree, Sanjosex, Sisa.[2]
2. La segona edició, els dies 7 i 8 de juliol de 2006, amb el següent cartell: Adrià Puntí, Albert Pla, Carburos, Conxita, Dèneu, Dj Diegoarmando, Dj Kosmos, Dj Phil Musical, Dr. Mashirito, Facto Delafé y las Flores Azules, Guerrilla Sound, Guillamino + Josep Pedrals, L'Ana és un koala, Le Petit Ramon, Les Philippes, Les Putes Djs, lo:muêso, Mazoni, Miqui Puig Dj, Pau Riba i la banda dels lladres, Roger Mas, Selector Robado, The Dadaist, The Movidas, The Pinker Tones.[3]
3. La tercera edició, els dies 20 i 21 de juliol de 2007, amb el següent cartell: Abús, Albaialeix, Carles Carolina, Dj Ángel Molina, Dj Facto v Dj Delafé, Dj Miqui Puig vs Dj Txarly Brown, Dj Phil Musical, Don Simón y Telefunken, Dorian, Dr. Mashirito, Electrocugat, Hidrogenesse, Joan Miquel Oliver, Los Carradine, Love of Lesbian, Mendetz, Miss Carrussel, Nosticsol, Oscar Abril Ascaso + Sedcontra + Les Autres, Quimi Portet, Sanjosex, Standstill, The Light Brigade, Vyvian.[4]
4. La quarta edició, els dies 27 i 28 de juny de 2008, amb el següent cartell: Anímic, Carlos Cros y los 400 golpes, Conxita, Dj Bailable, Dj Barretina, Dj Phil Musical, El Guincho, El pèsol feréstec, El petit de Cal Eril, Facto Delafé y las Flores Azules, Guillamino, ix!, La Banda Municipal del Polo Norte, La Casa Azul, Linn Youki, Madee, Manos de topo, Miqui Puig Dj, Mishima, Orchestra Fireluche, Roger Mas, Sanpedro, Sidonie, Sisa i Acapulco All Stars.[5]
5. La cinquena edició, els dies 26 i 27 de juny de 2009, amb el següent cartell: Aspet Weekend, Carles Mestre & La Sinfònica de Gavà, Delên, Dj Capo, Dj Delafé, Dj Guille Milkyway, Élena, Els nens eutròfics d'en Pedrals, Ix!, Joan Miquel Oliver, Joe Crepúsculo, La increíble història de Carles Carolina, La Sentina, Love of Lesbian, Manel, Mazoni, Miqui Puig y su Conjunto Eléctrico, Nueva Vulcano, Oliva Trencada, Dj Phil Musical presenta Angelina i els Moderns, Siamiss djs, The New Raemon, Two dead cats, Txarly Brown, Ultraplayback.[6]
6. La sisena edició, els dies 25 i 26 de juny de 2010, amb el següent cartell: Aias, Anímic + Will Johnson, Beat Beat!, Bradien, Delafé y las Flores Azules, Dorian, Els Amics de les Arts, Els Surfing Sirles, Eneida Fever Dj! + Dj Miqui Puig, Extraperlo, Fred i Son, Joan Colomo, La Brigada, Maria Rodés, Mendetz, Mishima, Mujeres, Roger Mas, Rosa Luxemburg, Sanjosex, Standstill, Tarántula, The Pinker Tones, Txarly Brown + Xavier Ciurans, Very Pomelo.[7]
7. La setena edició, els dies 8 i 9 de juliol de 2011, amb el següent cartell: 4t1a, Antònia Font, DJ Txarly Brown, Doble Pletina, El Guincho, El Petit de Cal Eril, Estúpida Erika, Furguson, Gentle Music Men, Guillamino, Illa Carolina, Inspira, La Iaia, Manel, Mazoni, Mine!, Nacho Umbert + La Compañía, Oliva Trencada, Refree, Senior i el Cor Brutal, Thélematicos, The New Raemon, Wantun.[8]
8. La vuitena edició, els dies 29 i 30 de juny de 2012, amb el següent cartell: Amics del Bosc, Arthur Caraván, Biscuit, Brighton 64, Dj 2d2, Delafé, Dj An der Beat, Dj Txarly Brown, Electrotoylets, Els Surfing Sirles, La Banda Municipal del Polo Norte, La Estrella de David, Les Sueques, Litoral, Love of Lesbian, Manos de topo, Maria Coma, Mates mates, Mishima, Mujeres, Quimi Portet, Rusty Warriors, Sidonie, Very Pomelo.[9]
9. La novena edició, els dies 28 i 29 de juny de 2013, amb el següent cartell: 4t1a, Bremen, Delafé y las Flores Azules, Dj BR1, Dj Robert de Palma, Dj Txarly Brown, El Petit de Cal Eril, Els Nens Eutròfics d'En Pedrals, Espalmaceta, Inspira, Joan Colomo reinventa la Radiofórmula, La Habitación Roja, La Iaia, Maria Rodés + Martí Sales + Ramon Rodríguez, Miquel Serra, Ocellot, Oliva Trencada, Pau Vallvé, Salvaje Montoya, Santa Rita, Senior i el Cor Brutal, Standstill, Súper Gegant, The Suicide of Western Culture, Univers ZA.[10]
10. La desena edició, l'única que s'ha allargat tres dies, el 26, 27 i 28 de juny de 2014, potser precisament per celebrar el desè aniversari, amb el següent cartell: Anímic, Barbacoa, Cabo San Roque, Caïm Riba, Carlos Cros, Dj Amable, Delafé, Dj Txarly Brown, Dj Phil Musical, Guillamino + The Control Z's, Joan Colomo, Joana Serrat, Lasers, L'Hereu Escampa, Manel, Mazoni, Me and the Bees, Miqui Puig + L'Agrupació Cicloturista, Mishima, Pau Riba + Pascal Comelade, Raydibaum, Refree, Renaldo & Clara, Sanjosex, The Free Fall Band, Xavi Alías.[11]
11. A principis de juny de 2015 es va anunciar que l'edició d'aquell any del PopArb seria la darrera, però també que seria "el millor PopArb", segons es va promocionar a les xarxes. Així doncs, l'onzena i última edició, els dies 26 i 27 de juny de 2015, tingué el següent cartell: #repteexperts, Anarquia és independència, Camp David, Carla, Coriolà, Da Souza, Diegoarmando Dj, Dj 8beatz, Dj Barretina, Dj Salicrunette, Dj Txarly Brown, Eef Barzelay + Senior i el Cor Brutal, Ferran Palau, Halldor Mar + Cor Lutiana, Joan Miquel Oliver, Le Petit Ramon, Leonmanso, Manos de Topo, Micro-Zènit, Nit del Caballo Cantador, Núria Graham, Pau Vallvé, Sanjays, The Excitements, The New Raemon, The Seihos, Xarim Aresté.[12]

### Imatge del festival
El disseny del cartell que anuncia cada una de les set primeres edicions del popArb, del 2005 al 2011, segueix un esquema molt similar, a base d'esferes de colors, o bé un escaquer o quelcom que ho recorda.
En una segona època, els tres anys següents, cada cartell fa referència a l'entorn natural on se celebra el festival. Concretament, el disseny del 2012 incorpora una fotografia del bosc fent de fons del cartell; el del 2013 és més fantasiós: hi apareix la fotografia d'un trabucaire al bosc fent de fons del cartell; i finalment el cartell del 2014, el de la desena edició, potser és el més original, ja que consisteix en el dibuix d'un tronc, i juga amb l'expressió "anar de tronc", és a dir: "anar junts i avinguts a divertir-se", i també amb el sistema de comptar els deu anys del festival en els anells del tronc.
I el darrer cartell, el de l'edició de 2015, consisteix en el dibuix de la cara d'una noia, una espectadora, en primer pla, amb el llistat dels grups i cantants a continuació.